# Harte Faserplatte
Eine Harte Faserplatte (HB, von englisch hardboard; auch Hartfaserplatte oder Kabak-Platte) ist eine Faserplatte mit einer Dichte über 800 kg/m³ und Dicken von bis zu 8 mm. Hergestellt wird die Platte aus Lignozellulosefasern wie Holz, Stroh oder Bagasse, wobei im Gegensatz zur Hochdichten Faserplatte (HDF) ein Nassverfahren zur Produktion angewendet wird. Sie wird verwendet für Schalungen, Innenausbau, Türen, Möbel, Verpackungen. Aufgrund ihres Materials können die Platten zur Verarbeitung gebogen werden.
Ihre Herstellung erfolgt im Regelfall aus nassen Fasern mit mehr als 20 % Faserfeuchte. Die Plattenformung erfolgt unter hohem Druck bei sehr hohen Temperaturen. Nassgepresste Platten weisen eine Siebmarkierung an der Rückseite auf, verursacht durch das Sieb, durch welches das Wasser abgepresst wurde. Der Zusammenhalt erfolgt vor allem durch Verfilzung der Fasern untereinander und durch geringe Zugaben von Bindemitteln. Weitere Zusatzstoffe können die Materialeigenschaften verbessern und die Platten etwa unempfindlich gegen Pilze, Feuer oder Wasser machen.

## Hinweis
Unter Künstlern wird häufig nur von Hartfaser gesprochen, wenn eine Hartfaserplatte als Bildträger eingesetzt wird (Beispiel: „Öl auf Hartfaser“).